# Вјера (Бјела)
Вјера је насеље у Италији у округу Бијела, региону Пијемонт.
Према процени из 2011. у насељу је живело 160 становника. Насеље се налази на надморској висини од 748 м.